# 粉墨青春愛戀
《粉墨青春愛戀》，是七味的漫画。拿京剧当题材，其作者被漫畫家颗粒称赞有的“说故事天分”。也是“漫画之星”第二届的学员，漫画里称呼女主角叫“武生”、男主角叫“小旦”，第一卷是司徒羽和孔齐明的恋爱故事。